# Албуцано
Албуцано (итал. Albuzzano) је насеље у Италији у округу Павија, региону Ломбардија.
Према процени из 2011. у насељу је живело 2225 становника. Насеље се налази на надморској висини од 75 м.

## Становништво
Према резултатима пописа становништва 2011. у општини је живело 3.355 становника.
| 1931. | 1936. | 1951. | 1961. | 1971. | 1981. | 1991. | 2001. | 2011. |
| ----- | ----- | ----- | ----- | ----- | ----- | ----- | ----- | ----- |
| 2.191 | 2.225 | 2.223 | 2.121 | 2.044 | 1.938 | 1.912 | 2.256 | 3.355 |